# Пэн Фэн
Пэн Фэн (Пэн Фенг, 彭锋) — современный китайский специалист по эстетике. Декан факультета искусств Пекинского университета. Генеральный представитель Международной эстетической ассоциации (IAA) (delegate at large).

## Описание[1]
Первый доктор эстетики, получивший образование в Пекинском университете.
Профессор и научный руководитель докторской диссертации, декан Школы искусств Пекинского университета, руководитель группы по дисциплинарному обзору теории искусства Государственного совета, генеральный секретарь Руководящего комитета по преподаванию теории искусства в высших учебных заведениях Министерства образования, вице-президент Китайской академии изящных искусств, директор Китайской ассоциации литературных и художественных критиков, директор Китайской ассоциации художников, исполнительный член Международной ассоциации эстетики, в 2016 году выбран в качестве специально назначенного профессора стипендиатов Чанцзян Министерства образования.
Заместитель директора первого руководящего органа Комитета по пересмотру терминологии китайского искусства.

## Академические достижения

### Основные сочинения и взносы[1]
Он опубликовал 15 научных книг, в том числе «Общая теория искусства», «Введение в эстетику», «Возвращение: 11 вопросов современной эстетики», семь переводов, в том числе «Язык искусства» и «Эстетика пейзажа», редактировал 16 том Международного ежегодника по эстетике, публиковался в журналах «Философские исследования», «Литературоведение», «Философия Востока и Запада», «Журнал эстетического воспитания», «Азиатская философия», «Rivista di Estetica», «Философский вестник», «Международный ежегодник по эстетике». Он также опубликовал более 200 статей на английском и китайском языках в известных научных журналах в стране и за рубежом, таких как Journal of Aesthetic Education, Asian Philosophy, Rivista di Estetica (Итальянский журнал эстетики), Filozofski Vestnik (Словенский журнал философских исследований) и International Yearbook of Aesthetics.

### Лекции
Возвращение красоты

## Творческие работы[4]

### Мюзиклы
Большой красный фонарь, Тенор в дубленке

### Драмы
Причина, Пророчество и т. д.

## Курируемые выставки[1]
Курирует более 200 выставок, основными курируемыми выставками являются
«Диффузия — 54-я Венецианская международная биеннале искусств Китайский павильон» (Венеция, Италия, 2011)
«Разница во времени — китайско-немецкая выставка нового медиаискусства» (Ганновер, Германия, 2012)
«Плоскость и глубина — выставка современной китайской живописи» (Сеул, Корея, 2014)
«Национальный стиль — международная гастрольная выставка современного искусства Китая» (Санкт-Петербург, Россия, Устербург, Швеция, 2015)
«Пинг Юань — китайско-испанская пригласительная выставка современного искусства» (Марибор, Словения, 2016)
«Искусство во имя мира — выставочный проект ЮНЕСКО» (Париж, 2016)
«Flow — выставка обмена современным искусством между Китаем и Италией» (Виченца, 2017)
«Ink Born Four Elephants — Международная пригласительная выставка чернильного искусства» (Краков, Польша, 2017)
«Встреча на Шелковом пути — Первая Китайско-Синьцзянская международная биеннале искусств» (Урумчи, Китай, 2014)

## Влияние в эстетическом мире
Он глубоко изучил классическую китайскую эстетику и современную западную эстетику, глубоко понимает практику современного искусства и другие эстетические явления, что хорошо разрешает противоречия между Китаем и Западом, традицией и современностью, теорией и практикой в области эстетики.
Он долгое время работал в Пекинском университете. Он преподает обязательный курс по эстетике для студентов старших курсов философского факультета, обязательный курс по эстетике для студентов старших курсов Школы искусств и общий факультативный курс по эстетике для всех студентов старших курсов университета. Это любимый профессор, который преподает в легкой и понятной манере.

## Награды и премии[1]
Он был удостоен второй премии Восьмой премии за выдающиеся достижения в области научных исследований в высшем образовании (гуманитарные и социальные науки) Министерства образования.
звания «Выдающийся пионер-член Коммунистической партии Пекинского университета».
звания «Десять лучших преподавателей Пекинского университета».